# الضفائر الصندوقية

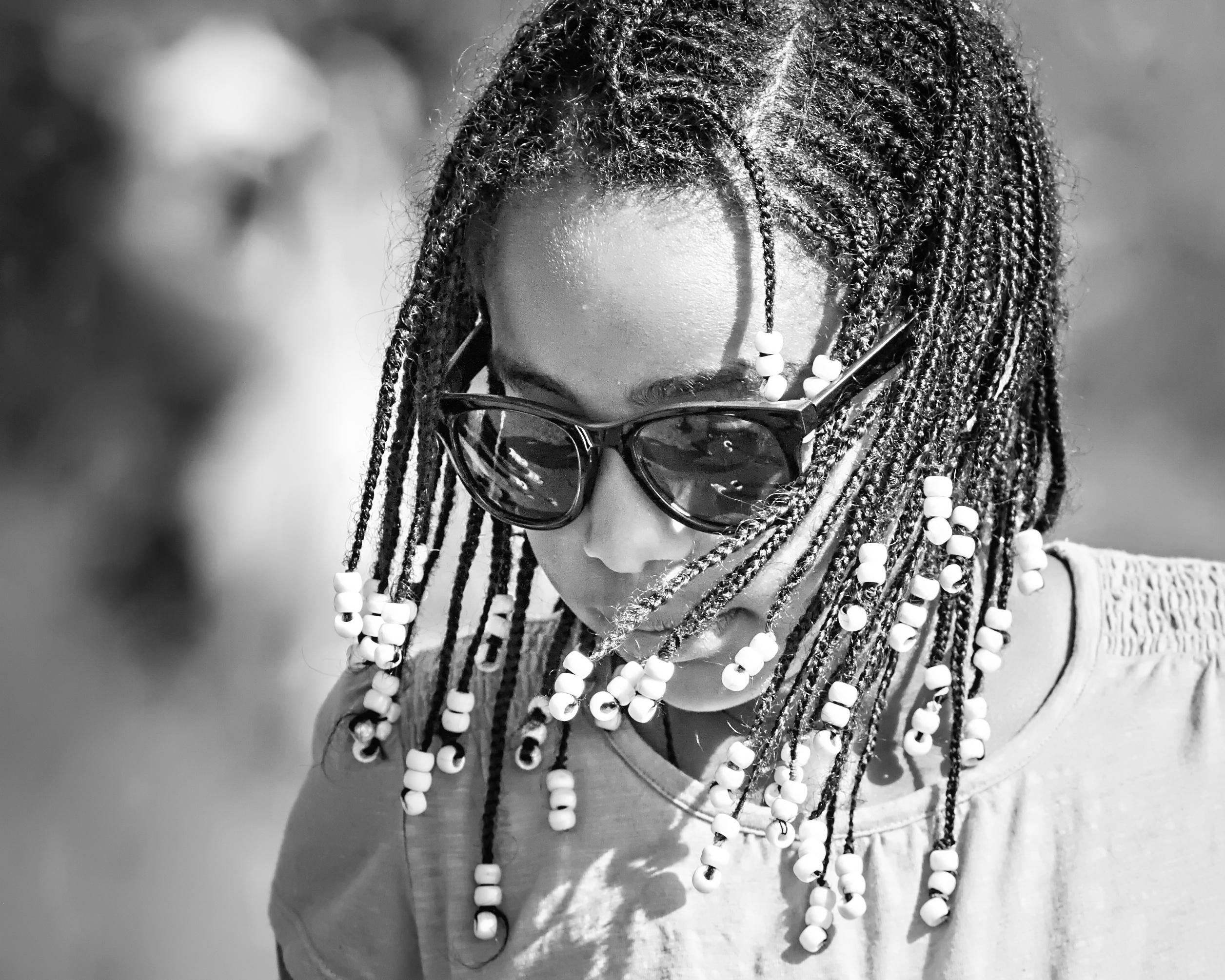
تسريحة الضفائر الصندوقية
الضفائر الصندوقية
الضفائر الصندوقية هي نوع من تسريحات تجديل الشعر التي تحظى بشعبية كبيرة بين الأفارقة والشتات الأفريقي. هذا النوع من تصفيفة الشعر هو «أسلوب وقائي» (أسلوب يمكن إجراؤه لفترة طويلة للسماح للشعر الطبيعي بالنمو وحماية أطراف الشعر) وهو «يشبه الصندوق».
تتكون من أقسام شعر مربعة الشكل. يتم تثبيت الضفائر الصندوقية بشكل عام باستخدام شعر اصطناعي ما يساعد على زيادة السماكة وكذلك مساعدة الشعر الطبيعي الموجود في الضفيرة. نظرًا إلى أنها غير مرتبطة بفروة الرأس مثل الأنماط الأخرى المماثلة مثل ضفيرة كورنرو، يمكن تصميم الضفائر الصندوقية بعدة طرق مختلفة. يمكن أن تكون عملية تركيب الضفائر الصندوقية طويلة، ولكن بمجرد تثبيتها يمكن أن تستمر من ستة إلى ثمانية أسابيع. من المعروف أنها سهلة التعديل.

## تاريخ
استُخدمت أساليب تجديل الشعر للمساعدة في التمييز بين القبائل والمواقع وربما أيضًا رمزًا للثروة والقوة بسبب مقدار الجهد المبذول في تصفيف الضفائر. لم تُمنح الضفائر الصندوقية اسمًا محددًا حتى التسعينيات عندما اشتهرت من قبل الموسيقي آر آند بي جانيت جاكسون، ولكن تم استخدامها لسنوات. يأتي هذا النمط من التضفير من ضفائر إيمبوفي ناميبيا أو ضفائر بطول الذقن لنساء وادي النيل منذ أكثر من 3000 عام.
كانت الأمهات في القبائل تعلم بناتها الصغيرات كيف يضفرن شعر بعضهن البعض، وأصبح هذا نشاطًا اجتماعيًا للقبائل. تُجرى الضفائر الصندوقية بشكل شائع من قبل شعب خوي سان في جنوب إفريقيا وشعب عفار في القرن الأفريقي.
في أفريقيا، تعد أنماط الضفائر وسيلة للتمييز بين القبائل المختلفة والحالة الاجتماعية والعمر والثروة والدين والمرتبة الاجتماعية. في بعض بلدان إفريقيا، كانت الضفائر شكلاً من أشكال التواصل. في بعض جزر الكاريبي، استخدمت الضفائر كوسيلة للهروب من العبودية من خلال تشكيل أنماط جديلة معقدة تدل على الخريطة.
لإجراء الضفائر، عادة ما تستخدم القبائل طبقات سميكة من لحاء الشجر المفروم ناعماً والزيوت لتأسيس وتثبيت تصفيفة الشعر. جرى لصق شعر الإنسان في وقت من الأوقات في قبعات شعر مستعار من الألياف مصنوعة من مواد متينة مثل الصوف والشعر لإعادة الاستخدام في الملابس التقليدية بالإضافة إلى الطقوس المختلفة. كانت الأصداف والجواهر والخرز وغيرها من العناصر المادية تزين الضفائر الصندوقية للنساء الأكبر سنًا في إشارة إلى استعدادهن لإنجاب البنات، ومحاكاة الثروة، والكهنوت الأعلى وأي تصنيفات أخرى.

## الرابطة الثقافية والقيمة
كان الشعر ولا يزال جزءًا مهمًا جدًا ورمزيًا من المجتمعات الأفريقية المختلفة. يعتقد الأفارقة أن الشعر يمكن أن يساعد في التواصل الإلهي لأنه كان الجزء المرتفع من جسد المرء. لم يُعهد بتصفيف الشعر إلا للأقارب المقربين، حيث تم توضيح أنه إذا سقطت خصلة في يد العدو، فقد يلحق الضرر بصاحب الشعر. غالبًا ما يجري أفراد العائلة المالكة قصات شعر متقنة كرمز لمكانتهم، وأولئك الذين في حداد، وعادة ما كانت النساء، تولي بعض الاهتمام بشعرها خلال فترة الحزن. كان يُنظر إلى الشعر على أنه رمز للخصوبة، إذ ترمز الخصلات الكثيفة والطويلة والشعر النظيف والأنيق إلى القدرة على إنجاب بنات يتمتعن بصحة جيدة. أجريت أنماط مفصلة للمناسبات الخاصة مثل حفلات الزفاف والاحتفالات الاجتماعية أو الاستعداد للحرب. يمكن بسهولة التعرف على الأشخاص الذين ينتمون إلى قبيلة من قبل عضو قبيلة آخر بمساعدة نمط جديلته.

## الضفائر الصندوقية في الجيش الأمريكي
في الولايات المتحدة، للجيش لوائح وقيود صارمة على تسريحات الشعر لكل من الرجال والنساء. في 2014 راجع الجيش سياساته وأجرى تغييرات عليها. كانت هناك مخاوف وتعليقات من أن هذه اللوائح كانت مقيدة للغاية بالنسبة للنساء الأمريكيات من أصل أفريقي. اعتبرت في الأصل شعرهم الطبيعي «غير أنيق» وأنماط الحماية «غير احترافية». وفقًا لمقالة عسكرية رسمية للجيش، «يمكن أن يصل قطر اللفات والضفائر إلى 1⁄2 بوصة. وكان الحد الأقصى السابق يبلغ قطره حوالي 1⁄4 بوصة». هذا يعطي فرصة أكبر لإجراء الأنماط الواقية. يمكن إجراء الضفائر الصندوقية ولكن لا يمكن إظهار أكثر من 3⁄8 من فروة الرأس. يجب أن يكون الفرق مربعًا أو مستطيلًا. يجب تأمين نهايات الضفائر. بمجرد نمو الشعر الطبيعي الجديد خارج الجديلة، والمعروف أيضًا بالنمو الجديد، يصل إلى 1/2 بوصة، يجب إعادة تصميم النمط. كل هذه اللوائح هي نفسها لأنماط مماثلة مثل المجدل، واللفائف المسطحة، والضفائر ذات الشعر الطبيعي. يجب ألا تتعارض تسريحات الشعر هذه مع ارتداء الزي الرسمي أو الأغطية. يمكن أن يأتي الشعر الصناعي للضفائر الصندوقية بأي لون ولكن في الجيش، يجب أن تكون ألوان الشعر طبيعية دون أي مجوهرات إضافية مثل مشابك الشعر أو الخرز. يعد إجراء الضفائر الصندوقية والأنماط الأخرى في الجيش أمرًا مهمًا لأن التمليس أو التمليس المستمر يمكن أن يضر بالشعر وربما يكسره، ويتركه تالفًا. تحمي الضفائر الصندوقية الشعر في أثناء القتال دون أي ضرر إضافي قد تسببه الأنماط الأخرى خارج القتال.